# Lake View (Arkansas)
Lake View est une ville située dans l’État américain de l'Arkansas, dans le comté de Phillips.